# Richard Middlemas
Richard Middlemas é um cineasta norte-americano. Como reconhecimento, venceu, no Oscar 2012, a categoria de Melhor Documentário em Longa-metragem por Undefeated.